# Miss India
 Miss India (मिस इंडिया) o Femina Miss India (फ़ेमिना मिस इंडिया) è un concorso di bellezza femminile che si tiene annualmente in India, uno dei più famosi al mondo per aver selezionato negli anni novanta numerose delle future vincitrici di concorsi internazionali come Miss Universo o Miss Mondo. Il concorso è organizzato da Femina, una rivista femminile pubblicata da Bennett, Coleman & Co. Ltd.
Nel 2007, gli organizzatori di Femina Miss India hanno eliminato le finali del concorso, decidendo che il concorso sarebbe stato vinto indistintamente dalle prime tre classificate che quindi avrebbero rappresentato l'India a Miss Mondo, Miss Universo e Miss Terra.
Nel 2010 Miss India ha perso i diritti per il franchise di Miss Universo, e la terza Miss India vincitrice viene inviata a rappresentare il proprio paese a Miss International.

## Albo d'oro

### Rappresentanti per Miss Universo
L'India non ha partecipato a Miss Universo per dieci anni dal 1953 al 1963. Un concorso separato, I Am She: Miss Universe India è stato creato nel 2010 per selezionare le delegate indiane per il concorso.
| Anno | Rappresentante             | Stato         | Piazzamento                        |
| ---- | -------------------------- | ------------- | ---------------------------------- |
| 2012 | Shilpa Singh               | Bihar         | Top 16                             |
| 2011 | Vasuki Sunkavalli*         | Hyderabad     |                                    |
| 2010 | Ushoshi Sengupta*          | Kolkata       |                                    |
| 2009 | Ekta Chowdhary             | Haryana       |                                    |
| 2008 | Simran Kaur Mundi          | Maharashtra   |                                    |
| 2007 | Puja Gupta                 | Delhi         | Top 10                             |
| 2006 | Neha Kapur                 | Delhi         | Top 20                             |
| 2005 | Amrita Thapar              | Maharashtra   |                                    |
| 2004 | Tanushree Dutta            | Jharkhand     | Top 10                             |
| 2003 | Nikita Anand               | Delhi         |                                    |
| 2002 | Neha Dhupia                | Delhi         | Top 10                             |
| 2001 | Celina Jaitley             | West Bengal   | 5ª classificata                    |
| 2000 | Lara Dutta                 | Uttar Pradesh | Miss Universo 2000                 |
| 1999 | Gul Panag                  | Punjab        | Top 10                             |
| 1998 | Lymaraina D'Souza          | Maharashtra   | Top 10                             |
| 1997 | Nafisa Joseph              | Karnataka     | Top 10                             |
| 1996 | Sandhya Chib               | Karnataka     | Top 10                             |
| 1995 | Manpreet Brar              | Delhi         | 2ª classificata                    |
| 1994 | Sushmita Sen               | Delhi         | Miss Universo 1994                 |
| 1993 | Namrata Shirodkar          | Maharashtra   | Finalista                          |
| 1992 | Madhu Sapre                | Maharashtra   | 3ª classificata                    |
| 1991 | Christabelle Howie         | Tamil Nadu    |                                    |
| 1990 | Suzanne Sablok             | Maharashtra   | Semifinalista                      |
| 1989 | Dolly Minhas               | Chandigarh    |                                    |
| 1987 | Priyadarshini Pradhan      | Maharashtra   | Best National Costume              |
| 1986 | Mehr Jessia                | Maharashtra   |                                    |
| 1985 | Sonu Walia                 | Nuova Delhi   |                                    |
| 1984 | Juhi Chawla                | Punjab        | Best National Costume              |
| 1983 | Rekha Hande                | Maharashtra   |                                    |
| 1982 | Pamela Chaudry Singh       | Nuova Delhi   |                                    |
| 1981 | Rachita Kumar              | Maharashtra   |                                    |
| 1980 | Sangeeta Bijlani           | Maharashtra   | Best National Costume Award        |
| 1979 | Swaroop Sampat             | Maharashtra   |                                    |
| 1978 | Alamjeet Kaur Chauhan      | Chandigarh    | Best National Costume              |
| 1977 | Bineeta Bose               | Maharashtra   |                                    |
| 1976 | Naina Sudhir Balsavar      | Uttar Pradesh |                                    |
| 1975 | Meenakshi Kurpad           | Mumbai        |                                    |
| 1974 | Shailini Bhavnath Dholakia | Maharashtra   | Semifinalista                      |
| 1973 | Farzana Habib              | Maharashtra   | Semifinalista                      |
| 1972 | Roopa Satyan               |               | Semifinalista                      |
| 1971 | Raj Gill                   | Maharashtra   |                                    |
| 1970 | Veena Sajnani              | Maharashtra   |                                    |
| 1969 | Kavita Bhambhani           | Maharashtra   |                                    |
| 1968 | Anjum Mumtaz Barg          | Maharashtra   |                                    |
| 1967 | Nayyara Mirza              | Nuova Delhi   |                                    |
| 1966 | Yasmin Daji                | Maharashtra   | 4ª classificata                    |
| 1965 | Persis Khambatta           | Maharashtra   |                                    |
| 1964 | Meher Castelino Mistri     | Maharashtra   |                                    |
| 1952 | Indrani Rehman             | Tamil Nadu    | Debutto dell'India a Miss Universo |

* Delegata selezionata attraverso il concorso I Am She: Miss India Universe.

### Rappresentanti per Miss International
L'India non ha partecipato a Miss International negli anni 1963, 1964, 1965, 1966, 1967, 1972, 1977, 1989, 1990.
| Anno | Rappresentante           | Stato                       | Piazzamento     |
| ---- | ------------------------ | --------------------------- | --------------- |
| 2011 | Ankita Shorey            | Mumbai                      |                 |
| 2010 | Neha Hinge               | Madhya Pradesh              | Semifinalista   |
| 2009 | Harshita Saxena          | Goa                         |                 |
| 2008 | Radha Brahmbhatt         | Gujarat, Northwood (Londra) |                 |
| 2007 | Esha Gupta               | Maharashtra                 |                 |
| 2006 | Sonali Sehgal            | Maharashtra                 | Semifinalista   |
| 2005 | Vaishali Desai           | Maharashtra                 |                 |
| 2004 | Mihika Verma             | Maharashtra                 | Semifinalista   |
| 2003 | Shonali Nagrani          | Maharashtra                 | 2ª classificata |
| 2002 | Gauhar Khan              | Maharashtra                 |                 |
| 2001 | Kanwal Toor              | Maharashtra                 | Semifinalista   |
| 2000 | Gayatri Joshi            | Maharashtra                 | Semifinalista   |
| 1999 | Srikrupa Murali          | Kerala                      |                 |
| 1998 | Shwetha Jaishanker       |                             | 3ª classificata |
| 1997 | Diya Abraham             | Maharashtra                 | 2ª classificata |
| 1996 | Fleur Xavier             | Maharashtra                 |                 |
| 1995 | Priya Gill               | Maharashtra                 |                 |
| 1994 | Fransesca Hart           | Maharashtra                 |                 |
| 1993 | Pooja Batra              | Maharashtra                 | Semifinalista   |
| 1992 | Kamal Sandhu             | Nuova Delhi                 |                 |
| 1991 | Preeti Mankotia          | Karnataka                   | Semifinalista   |
| 1988 | Shikha Swaroop           | Maharashtra                 |                 |
| 1987 | Erika Maria de Souza     | Maharashtra                 | Semifinalista   |
| 1986 | Poonam Pahlet Gidwant    | Maharashtra                 |                 |
| 1985 | Vinita Seshadri Vasan    | Nuova Delhi                 |                 |
| 1984 | Nalanda Ravindra Bhandar | West Bengal                 | Semifinalista   |
| 1983 | Sahila Vimal Chadha      | Maharashtra                 |                 |
| 1982 | Betty O'Connor           | Maharashtra                 |                 |
| 1981 | Shashikala Seshadri      | Chandigarh                  |                 |
| 1980 | Ulrika Karen Bredemeyer  | Maharashtra                 |                 |
| 1979 | Nita Pinto               | Maharashtra                 |                 |
| 1978 | Sabita Dhanrajgir        | Punjab                      |                 |
| 1976 | Nafisa Ali               | Maharashtra                 | 3ª classificata |
| 1975 | Indira Maria Bredemeyer  | Maharashtra                 | 3ª classificata |
| 1974 | Leslie Jean Hartnett     | Nuova Delhi                 |                 |
| 1972 | Indira Muthanna          | Karnataka                   |                 |
| 1971 | Samita Mukherjee         | West Bengal                 |                 |
| 1970 | Patricia D'Souza         | Nuova Delhi                 | Semifinalista   |
| 1969 | Wendy Leslie Vaz         | Maharashtra                 |                 |
| 1968 | Sumita Sen               | West Bengal                 | Semifinalista   |
| 1962 | Sheila Chonkar           | Maharashtra                 |                 |
| 1961 | Diana Valentine          | Nuova Delhi                 |                 |
| 1960 | Iona Pinto               | Maharashtra                 | 2ª classificata |

## Numero di vittorie
| Concorso          | Numero di titoli | Anni vincenti                |
| ----------------- | ---------------- | ---------------------------- |
| Miss Mondo        | 5                | 1966, 1994, 1997, 1999, 2000 |
| Miss Universo     | 2                | 1994, 2000                   |
| Miss Asia Pacific | 3                | 1970, 1973, 2000             |